# Хитиназы

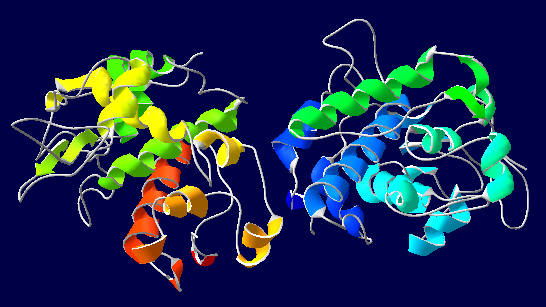
Хитиназа из семян ячменя

Хитина́зы
(КФ 3.2.1.14) — это ферменты, катализирующие деградацию хитина, действующие наиболее часто как эндоферменты, отщепляя хитоолигосахариды длиной в 2 — 6 N-ацетилглюкозаминовых остатков . Хитиназы относятся к группе О-гликозидных гидролаз, разрушающих гликозидную связь между двумя или более углеводными остатками или между углеводным и неуглеводным компонентом. Такие гидролазы объединены в семейства в зависимости от их аминокислотной последовательности. На данный момент известно 110 семейств этих ферментов , большинство хитиназ относится к семействам GH18 и GH19, одна (принадлежащая насекомому отряда жесткокрылые Gastrophysa atrocyanea) — к семейству GH48. Их важнейшие свойства представлены в таблице 1.
Все организмы, содержащие хитин, продуцируют хитиназы, которые, вероятно, необходимы им для морфогенеза клеточной стенки или экзоскелета . Многие виды бактерий родов Bacillus, Pseudomonas и Streptomyces за счёт секреции хитиназ способны использовать хитин в качестве единственного источника углерода . Кроме того, продукция хитиназ многими организмами является важным защитным фактором против воздействия различных патогенов. Хитиназы относятся к классу PR-3-белков . В соответствии с их аминокислотной последовательностью, PR-3 — белки, в свою очередь, подразделяются на четыре класса. Хитиназы класса I содержат хитин-связывающий гевеиноподобный домен и высококонсервативный центральный регион, отделённый от гевеинового домена шарнирным регионом. Хитиназы класса II сходны с таковыми класса I, но гевеиновый домен у них отсутствует. Хитиназы класса III не обнаруживают значимой гомологии с хитиназами иных классов. Хитиназы класса IV сходны с хитиназами класса I, но значительные области у ферментов данного класса отсутствуют.
| Характеристики                                     | Хитиназы семейства GH18                                                          | Хитиназы семейства GH19                                     | Хитиназа семейства GH48                                                       |
| -------------------------------------------------- | -------------------------------------------------------------------------------- | ----------------------------------------------------------- | ----------------------------------------------------------------------------- |
| Принадлежность семейства к клану гликозил-гидролаз | GH-K                                                                             | близки к GH-I                                               | GH-M                                                                          |
| Распространение                                    | Хитиназы бактерий, грибов, вирусов, животных, хитиназы растений классов III и IV | Хитиназы растений классов I, II и IV, хитиназы Streptomyces | Хитиназа, принадлежащая насекомому отряда Жесткокрылые Gastrophysa atrocyanea |
| Структура каталитического домена                   | (β/α)8-бочонок                                                                   | Лизоцимовый тип (α+β)                                       | (α/α)6                                                                        |
| Гидролиз гликозидных связей                        | С сохранением конформации                                                        | C инверсией конформации                                     | C инверсией конформации                                                       |
| Разрываемая связь                                  | GlcNAc-GlcNAc и GlcNAc-GlcN                                                      | GlcNAc-GlcNAc и GlcN-GlcNAc                                 | —                                                                             |
| Чувствительность к ингибиторам                     | Чувствительны к аллозамидину                                                     | Нечувствительны к аллозамидину                              | —                                                                             |

## Классификация углеводсвязывающих участков
Важную роль в классификации хитиназ и хитинолитических комплексов играют так называемые хитинсвязывающие домены (ChBDs — chitin-binding domains), принадлежащие к различным семействам углеводсвязывающих участков CBM (carbohydrate-binding modules). Среди семейств, содержащих в своем составе хитинсвязывающие домены, можно выделить 4 основных: CBM12, CBM14, CBM18, CBM19 (см. таблицу 2).
CBM выполняют роль связывания с различными полисахаридными субстратами, зачастую нерастворимыми в воде. CBM-кодирующие последовательности могут находиться как в составе гена хитиназы, так и иметь собственную ORF, продуктом которой является соответствующий углеводсвязывающий белок.
| Семейство CBM | Количество аминокислотных остатков | Структура                                               | Распространение                                                                                                  | Примечания |
| ------------- | ---------------------------------- | ------------------------------------------------------- | --- | --- |
| CBM1          | ~40                                | Цистеиновый узел                                        | Принадлежащая III классу хитиназа Cht1 микромицета Hypocrea virens                                               | |
| CBM2          | ~100                               | β-сэндвич                                               | В составе бактериальных ферментов                                                                                | |
| CBM5          | ~60                                | Уникальная                                              | В составе бактериальных ферментов                                                                                | |
| CBM12         | 40-60                              | Уникальная                                              | В составе бактериальных ферментов.                                                                               | Большинство модулей семейства принадлежит к хитинсвязывающим |
| CBM14         | ~70                                | Уникальная, содержит гевеин-подобную последовательность | Гидроидные полипы, нематоды, ракообразные, паукообразные, насекомые, головохордовые, костные рыбы, мышь, человек | В составе семейства многочисленны хитинсвязывающие домены. Найдены модули, как присоединенные к каталитическому хитиназному домену, так и те, которые находятся в составе белков без каталитической функции, в изолированном состоянии (1 CBM представляет собой отдельный белок) либо в составе многократных повторов    |
| CBM18         | ~40                                | Гевеиновая последовательность                           | Растения, грибы                                                                                                  | Большинство модулей семейства принадлежит к хитинсвязывающим. Найдены модули, как присоединенные к каталитическому хитиназному домену, так и те, которые находятся в составе белков без каталитической функции, в изолированном состоянии (1 CBM представляет собой отдельный белок) либо в составе многократных повторов |
| CBM19         | 60-70                              | —                                                       | Грибы (в том числе дрожжи Saccharomyces cerevisiae)                                                              | Для модулей семейства характерна только хитинсвязывающая функция |
| CBM33         | —                                  | —                                                       | Хитинсвязывающий белок бактерии Serratia marcescens                                                              | |
| CBM37         | ~100                               | —                                                       | Ферменты бактерии Ruminococcus albus                                                                             | Хитинсвязывающая функция не является основной |

## Расщепление хитина хитиназамиin vivoв бактериях
В процессе деградации хитина бактериями задействовано несколько ферментов, образующих хитинолитический комплекс. Деполимеразы расщепляют хитин до хитоолигосахаридов, N-ацетилглюкозамина и хитобиозы; в результате работы деацетилаз образуется хитозан. Хитоолигосахариды затем транспортируются в периплазматическое пространство, возможно, через специфические порины наружной мембраны, где расщепляются до N-ацетилглюкозамина хитодекстриназами. Хитобиоза, проникающая в периплазматическое пространство через неспецифические порины, частично расщепляется до N-ацетилглюкозамина периплазматическими N-ацетилглюкозаминидазами, частично транспортируется в цитоплазму клетки, где расщепляется цитоплазматическими N-ацетилглюкозаминидазами, формируя дополнительное количество N-ацетилглюкозамина. В свою очередь, N-ацетилглюкозамин последовательно переносится в цитоплазму и вовлекается в метаболизм клетки.

## Физиологическая роль хитиназ
Наличие хитиназ выявлено у огромного числа живых организмов. Многие из них, например, насекомые, ракообразные или грибы, содержат хитин; другие — бактерии, высшие растения, позвоночные — хитина не содержат.
Все организмы, содержащие хитин, продуцируют хитиназы, которые, вероятно, необходимы им для морфогенеза клеточной стенки или экзоскелета. Многие виды бактерий родов Bacillus, Pseudomonas и Streptomyces за счёт секреции хитиназ способны использовать хитин в качестве единственного источника углерода. Кроме того, продукция хитиназ многими организмами является важным защитным фактором против воздействия различных патогенов.
У членистоногих хитиназы принимают участие в процессах линьки и пищеварения. Продукты гидролиза хитина, как правило, вовлекаются в синтез новой кутикулы.
Модель роста клеточной стенки грибов, предложенная Bartnicki-Garcia (1973) , предусматривает определённую роль литических ферментов в поддержании баланса между синтезом и лизисом клеточной стенки во время апикального роста мицелия. Доказательство совместной работы хитиназ и хитинсинтаз были получены в результате обнаружения активности этих ферментов в процессах прорастания спор у Mucor mucedo , экспоненциального роста у Mucor rouxii  и Candida albicans, а также в результате обнаружения как хитиназной, так и хитинсинтазной активности в одной и той же фракции, выделенной из клеточной стенки M. mucedo . Sahai и соавт. (1993)  показали, что хитиназы присутствуют при набухании и прорастании спор, формировании спорангия, а также при механических повреждениях у Choanephora cucurbitarum и других зигомицетов.
Благодаря активности хитиназ осуществляется процесс автолиза в зрелых плодовых телах Corpinus lagopus. Хитинолитические ферменты обнаруживаются вскоре после начала высвобождения спор. Наряду с другими литическими ферментами хитиназы находятся в вакуолях; их функция во внутриклеточном пищеварении не ясна. Активность ферментов проявляется незадолго до начала автолиза гимениальных пластинок . При замедлении метаболической активности в стареющих клетках хитиназа пассивно поступает в клеточную стенку. Показано, что многие ферменты, участвующие в процессе автолиза, в том числе и хитиназы, связываются с субапикальными стенками у Neurospora crassa и Aspergillus nidulans . Эти данные позволяют предположить, что хитиназы участвуют в процессе ветвления гиф. Таким образом, грибные хитиназы играют важную роль в таких процессах, как апикальный рост, набухание и прорастание спор, высвобождение спор, клеточное деление и ветвление мицелия .
Значительный интерес вызывает перспектива использования данных ферментов в качестве защитных агентов против таких хитинсодержащих патогенных организмов, как грибы и насекомые. Устойчивость к патогенам может быть достигнута за счёт деградации их жизненно важных структур, таких как перитрофная мембрана или кутикула насекомых, клеточная стенка грибов, или за счёт выделения веществ, несколько позже вызывающих защитный ответ .

## Хитинолитические ферменты как фактор антагонизма бактериальных штаммов
Первые исследования бактериальных хитинолитических ферментов как возможного фактора антагонизма датированы началом 60-х годов XX века, когда было опубликовано несколько работ, посвящённых антифунгальной активности почвенных хитинолитических бактерий родов Bacillus и Pseudomonas . Было установлено, что клеточная стенка грибов, содержащая хитин в качестве основного структурного компонента, может быть разрушена под действием бактериальных хитиназ. Последующие эксперименты с использованием очищенных хитиназ, хитиназ-негативных мутантов и хитиназ-позитивных трансформантов чётко продемонстрировали участие хитиназ в миколизе . К настоящему времени показано, что особенно чувствительными к действию бактериальных хитиназ являются концевые участки грибных гиф, так как именно в данных частях мицелия происходит синтез волокон хитина .
Тем не менее, фактическая роль бактериальных хитиназ в миколитическом процессе до конца не ясна. Было замечено, что механизм, благодаря которому осуществляется ингибирование роста грибов хитиназами, далеко не всегда осуществляется за счёт их хитинолитической активности. В этой связи примечательно, что бактериальные хитиназы, относящиеся к семейству 18, не обладают какой-либо антифунгальной активностью. Более того, не совсем понятно, различие ли в структуре или в ферментативной активности хитиназ связано с их потенциальной антифунгальной активностью. Многие исследования с применением индуцированного мутагенеза, призванные установить общие свойства хитиназной антифунгальной активности, так и не выявили какой-либо чёткой закономерности. Так, мутантные хитиназы класса I из семян каштана, не обнаруживавшие хитинолитической активности, проявляли большую антифунгальную активность, нежели хитиназы дикого типа . Антифунгальная активность хитиназ класса I табака была в три раза выше при наличии хитин-связывающего домена . Эти результаты показали, что большая роль в антифунгальной активности принадлежит хитин-связывающей активности, а не хитиназной. И наоборот, хитин-связывающий домен хитиназы класса I ржи не проявлял никакой антифунгальной активности, в то время как наличие каталитического домена этой же хитиназы приводило к ингибированию роста контрольного грибного патогена . В исследованиях Andersen и соавт. (1997)  использовали мутантную хитиназу класса II ячменя, лишённую хитинолитической активности, и показали, что антифунгальная активность при этом снизилась на 85 % по сравнению с диким типом. Хитиназы с хитин-связывающим доменом (классы I и II) имеют антифунгальный механизм, отличный от такового хитиназ, лишённых этого домена. При наличии интактного хитин-связывающего домена, антифунгальная активность осуществляется в основном за счёт связывания хитина ферментом .
Кроме того, бактериям для осуществления лизиса грибного мицелия требуются и другие факторы . В результате многочисленных экспериментов in vitro  было показано, что почвенные бактерии значительно различаются по своим миколитическим свойствам. De Boer и соавт. (1998)  предположили, что такой широкий спектр различий может быть объяснен участием в миколизе антибиотиков.
Обычно бактерии продуцируют несколько типов эндо- и экзохитиназ. Roberts и Selitrennikov (1988)  установили, что эндохитиназы оказывают более сильное действие на рост мицелия, нежели экзохитиназы. Однако максимальный антифунгальный эффект достигался при действии комплекса, включающего как эндо-, так и экзохитиназы.
Открытие явления миколиза, осуществляемого хитинолитическими бактериями, побудило к дальнейшим исследованиям данного процесса с целью возможного применения подобных штаммов для защиты растений. В поле зрения таких исследований попали ризосферные бактерии, так как они лучше адаптируются к условиям среды, в которых фитопатогенные грибы поражают корни растений.
Различными исследователями было показано, что штаммы с установленной in vitro антифунгальной активностью уменьшают симптомы болезней растений в условиях оранжереи . Однако применение таких штаммов в полевых условиях оказалось гораздо менее успешным . Для разрешения этой проблемы необходима дополнительная информация об экологической функции продуцирующих хитиназы бактерий и роли, которую их миколитическая активность играет в естественных условиях.

## Значение хитиназ и перспективы их использования
Даже при интенсивном использовании фунгицидов потери в урожае культурных растений, вызванные фитопатогенными грибами, достигают 15 % . Следовательно, любое решение, ведущее к снижению последствий этой проблемы, стоит внимания; в то же время, это позволит уменьшить широко применяемое в настоящий момент использование пестицидов.
Биоконтроль многих заболеваний растений, вызываемых грибами, коррелирует с продукцией хитиназ. Так, бактерии, продуцирующие хитиназы и (или) глюканазы проявляют антагонизм in vitro по отношению к грибам , а растительные хитиназы и хитиназы стрептомицетов, наряду с β-(1,3)-глюканазами, ингибируют рост грибов и разрушают их клеточную стенку . Значение хитиназной активности было продемонстрировано также с помощью бактериальных штаммов, лишённых способности продуцировать хитиназы вследствие мутаций. Так, Tn 5-мутант Enterobacter agglomerans, лишённый хитинолитической активности, не способен выступать в качестве штамма-антагониста для защиты хлопка, а экспрессия гена chiA вызывает продукцию эндохитиназ в трансформированном штамме E. coli (Migula), что позволяет данному штамму ингибировать рост Rhizoctonia solani на семенах хлопка. Сходная технология с применением инсерции Tn5 в ходе транспозонного мутагенеза позволила продемонстрировать роль внеклеточных протеаз Stenotrophomonas maltophila W81 в защите сахарной свеклы от Pythium ultimum.
Продукция потенциальных агентов биоконтроля может быть достигнута вследствие применения технологий генной инженерии. Рекомбинантный штамм E. coli, экспрессирующий ген chiA из S. marcescens, эффективно противодействовал заболеваниям, которые вызывались Sclerotium rolfsii и R. solani . В работах Sundheim  и Sitrit и соавт. (1993)  было показано, что ген хитиназы из S. marcescens экспрессировался в Pseudomonas sp. и в растительном симбионте Rhizobium meliloti. Модифицированный штамм Pseudomonas проявлял антагонистическую активность по отношению к таким патогенам, как F. oxysporum и Gauemannomyces graminis. Антифунгальная активность трансгенного штамма Rhizobium, находящегося в симбиозе с корнями люцерны, подтверждается лизисом кончиков гиф R. solani, осуществляемым экстрактом из клубеньков.
Перспективным направлением является использование в целях биоконтроля микопаразитов. Наиболее изученными микопаразитами являются различные виды Trichoderma, а также Gliocladium virens. В качестве потенциальных антагонистов были описаны также Ampelomyces quisqualis, Coniothyrium minitans, Laetisaria arvalis, Pythium nunn, Talaromyces flavus и Sporidesmium sclerotivorum .